# تشارلز إتش. برونسون
تشارلز إتش. برونسون هو سياسي أمريكي، ولد في 1949 في كيسيمي في الولايات المتحدة. نشط حزبياً في الحزب الجمهوري. وقد انتخب عضو مجلس ولاية فلوريدا ‏.